# Sarocladium mycophilum
Sarocladium mycophilum är en svampart som beskrevs av Helfer 1991. Sarocladium mycophilum ingår i släktet Sarocladium, ordningen köttkärnsvampar, klassen Sordariomycetes, divisionen sporsäcksvampar och riket svampar.   Inga underarter finns listade i Catalogue of Life.